# ایسن
ایسن با نام امروزیِ ایشان البحریات سایتی باستانی در استان قادسیه‌ی عراق می‌باشد. کاوش‌ها ثابت کرده‌اند که این شهر جزو دولت‌شهرهای مهم گذشته بوده است.
ایشان البحریات در سال ۱۹۲۴ در یک جستجوی یک‌روزه توسط استفان لنگدون مشاهده شد. او در آن زمان در حال کاوش در کیش بود. بسیاری از کارهای مهم که در ایسن انجام شدند در ۱۱ فصل کاوش میان سال‌های ۱۹۷۳ و ۱۹۸۹ توسط یک گروه باستان‌شناس آلمانی با هدایت بارثل رودا انجام گرفت. با شروع جنگ اول خلیج فارس (۱-۱۹۹۰) و جنگ عراق (۲۰۱۱-۲۰۰۳) پژوهش در این سایت مانند دیگر سایت‌های باستانی این کشور متوقف شد. گزارش‌ها حاکی از آن است که با پایان کاوش‌ها این سایت‌ها مورد غارت قرار گرفته‌اند. ایسن پیش از ورود آلمانی‌ها هم مورد غارت شدید قرار گرفته بود.

## برای مطالعهٔ بیشتر
- Barthel Hrouda, D. Ergebnisse d. Ausgrabungen 1973–1974 (Veroffentlichungen der Kommission zur Erschliessung von Keilschrifttexten), In Kommission bei der C.H. Beck, 1977, ISBN 3-7696-0074-6
- Barthel Hrouda, Isin, Isan Bahriyat II: Die Ergebnisse der Ausgrabungen 1975–1978 (Veroffentlichungen der Kommission zur Erschliessung von Keilschrifttexten), In Kommission bei der C.H. Beck, 1981, ISBN 3-7696-0082-7
- Barthel Hrouda, Isin, Isan Bahriyat III: Die Ergebnisse der Ausgrabungen 1983–1984 (Veroffentlichungen der Kommission zur Erschliessung von Keilschrifttexten), In Kommission bei C.H. Beck, 1987, ISBN 3-7696-0089-4
- Barthel Hrouda, Isin, Isan Bahriyat IV: Die Ergebnisse der Ausgrabungen, 1986–1989 (Veroffentlichungen der Kommission zur Erschliessung von Keilschrifttexten), In Kommission bei C.H. Beck, 1992, ISBN 3-7696-0100-9
- M. van de Mieroop, Crafts in the Early Isin Period: A Study of the Isin Craft Archive from the Reigns of Isbi-Erra and Su-Illisu, Peeters Publishers, 1987, ISBN 90-6831-092-5
- Vaughn Emerson Crawford, Sumerian economic texts from the first dynasty of Isin, Yale University Press, 1954